# コミュニティ・カレッジ
コミュニティ・カレッジ（Community College）は、教育機関の種別のひとつである。国によって定義は様々であり、アメリカ、イギリス、カナダ、オーストラリア、フィリピン、インド、マレーシアなどに存在している。
コミュニティという表現にあるように、その地域の住民、税金を払って住んでいる人たちへの高等教育（継続教育とも呼ばれる）の場として設立された場合が多い。

## アメリカ合衆国とカナダのコミュニティカレッジ

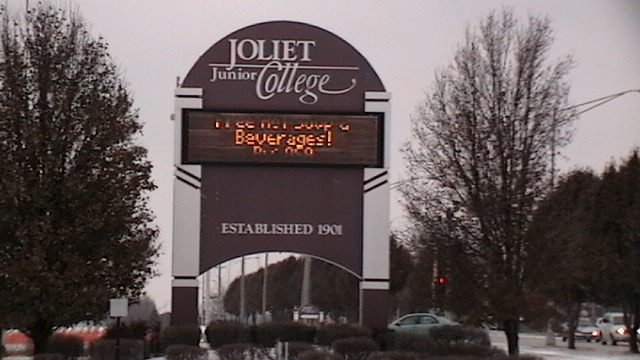
米国で最初のコミュニティカレッジである公立Joliet Junior College（イリノイ州ジョリエット、1901年設立）

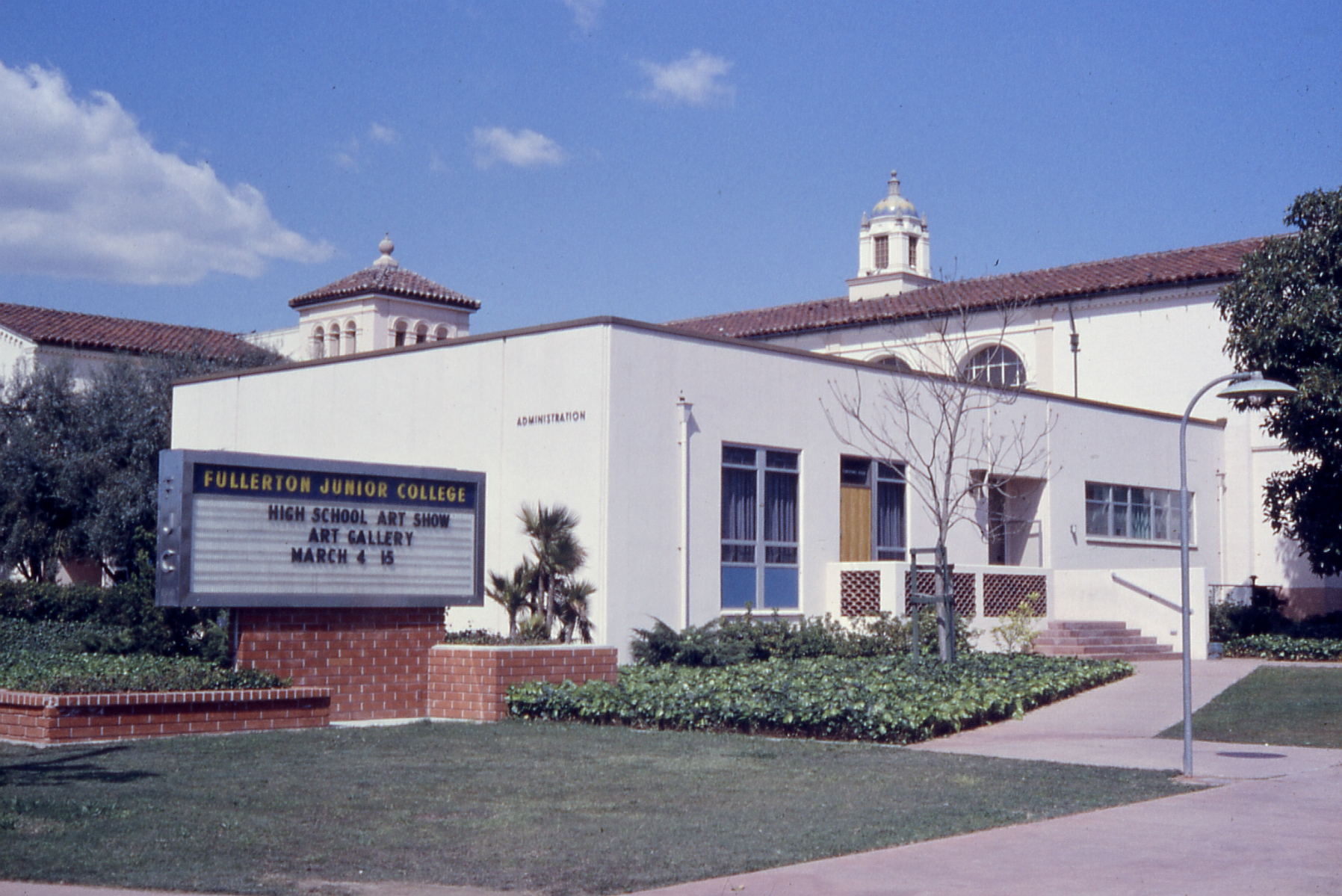
カリフォルニア州で最長の歴史を持つコミュニティカレッジであるFullerton College（カリフォルニア州フラートン、1913年設立）

アメリカ、カナダでは一般に「Community College」（都市ではCity College）、Technical Collegeなどと呼ばれる教育機関は2年制大学である。

### 年制と数
北米で「コミュニティ・カレッジ」とされる機関は全て二年制である。コミュニティカレッジでは学部教育と職業教育を学ぶのに対して、4年制大学（University、ユニバーシティ） と呼ばれる教育機関では、コミュニティ・カレッジよりもアカデミックな学問を学ぶ。コミュニティカレッジに在籍する学生数はアメリカは約700万人、カナダは約300万人いる。学校数ではアメリカは約1200校、カナダは約170校あり、ほとんどは公立の教育機関であるが、うち私立はアメリカに約90校、カナダはBC州などに私立がある。多くが公立の教育機関のため、教育の質や学費に大きな差はないが、専門分野の強さで特色が分かれる。
アメリカのコミュニティカレッジの2年での卒業率はわずか13%と難しく、大学への編入率は全米平均25%となっている。当時のオバマ大統領は2015年1月8日に、ホワイトハウスのFacebook上にシェアした動画で、誰でも志願すれば大学教育を受けられるコミュニティカレッジの授業料無償化計画（America’s College Promise）を発表した。しかし、2022年2月7日、ジル・バイデン大統領夫人は全米でのコミュニティカレッジ無償化計画の条項が議会に通らなかったことを公で認めた。だが、米国約20州で資格のある学生を対象にコミュニティカレッジなどの学費を免除する措置は現在も続いている。
コミュニティカレッジのアメリカ人の在籍者数、海外からの留学生は共に2009年から減少傾向にあったが、最近では、海外からの留学生受け入れを拡大するコミュニティカレッジが増え、地域住民に留まらず、留学生を受け入れるための環境整備やプロモーションを積極的にしているのが目立っている。その効果として、ここ数年の間で留学生が増加傾向になっている。

### 教育制度
日本における教育制度においては「市民大学講座」と比較される場合があるが、市民大学講座制度があくまで講座であり教育施設ではないのに対し、米国コミュニティ・カレッジは法的に教育施設として位置づけられている。
アメリカでは政府が提供する高等教育であることからCommunity College System（コミュニティカレッジシステム）といわれ、コミュニティ・カレッジは、Junior Colleges（ジュニアカレッジ）、Technical College（テクニカルカレッジ）、Two-year college（2年制大学）、またはCity College（シティカレッジ）と呼ばれることもある。中等教育修了者を対象にした2年制の高等教育または第3期の教育（ISCED-4または5）にあたり、証明を付与する公立の教育機関を指す。リメディアル教育、GED、高校の卒業証書、技術的な学位（アソシエイトディグリー）と職業証明書など対応範囲が広くありカリキュラムが充実している。また並立して、継続教育（continuing education）や成人教育も提供する所が多い。

### 卒業後・四年制大学との比較
コミュニティカレッジ卒業後、一部の学生は4年制リベラル・アーツ・カレッジやユニバーシティに編入し、2-3年間学んで学士号を取得する者もいる。
キャンパスについては、カレッジといえば小規模であると捉えられてしまうことがあるが実際は、総合大学と比べて遜色ない大規模校がアメリカやカナダには数多く存在する。例えばフロリダ州のマイアミ・デイド・カレッジでは学生数は約16万人おり、テキサス州のヒューストン・コミュニティ・カレッジは約11万人、ニューヨーク州のニューヨーク市立大学ラガーディアコミュニティ・カレッジは約1.7万人、カナダのブリティッシュコロンビア州にあるバンクーバー・コミュニティ・カレッジは約2.6万人と、大都市にあるコミュニティカレッジほど学生数は多い。

## イギリス
イギリス（スコットランドを除く）では、コミュニティカレッジは地元の児童青年（11-18歳）以外にも教育を提供している教育機関を指す。教育内容はスポーツだけでなく、全国職業資格（NVQ）の取得、成人向けの読み書きや、ライフスタイル教育なども行う。
16歳で中等教育を卒業した生徒は、多くはシックスフォームカレッジにて一般教育修了上級レベル（Aレベル）を取得する。その後はカレッジ、継続教育、大学などに進学する。

## オーストラリア
オーストラリアにおいてはコミュニティカレッジという名前は使われておらず、同様の教育機関は技術・継続教育（Technical and Further Education）、TAFE（テイフ）と呼ばれる。運営は殆どの場合、州・準州レベルにてなされている。